# 애덤 스콧 (배우)
애덤 스콧(Adam Scott, 1973년 4월 3일 ~ )은 미국의 배우이다.

## 출연 작품
- 퍼펙트 웨딩
- 프로포즈 데이 - 제레미 슬론 역
- 플라워 - 윌 역
- 굿플레이스 - 트레버 역
- 빅리틀라이
- 마담 웹 - 벤 파커 역